# Vicenç Dauder i Guardiola
Vicenç Dauder i Guardiola   (València, 25 de novembre de 1924 - Castelló de la Plana, 9 de febrer de 2001) fou un futbolista català de les dècades de 1940 i 1950 i posteriorment entrenador.

## Trajectòria
Va néixer a València de mare catalana, però de petit va viure a Badalona, on es formà com a futbolista. Començà a practicar el futbol al CP Sant Josep de Badalona, més tard al club Industrias Plásticas, i finalment al CF Badalona. Al club riberenc va rebre el primer sou com a futbolista, 750 pessetes, a més d'un vestit. A continuació defensà els colors del CE Europa i CF Vilanova, que jugava a Tercera Divisió. La brillant temporada realitzada en aquest club el portaren a fitxar pel Gimnàstic de Tarragona l'any 1948, que aleshores jugava a primera divisió. Després de dues temporades fitxà per l'Atlètic de Madrid on una lesió en la primera pretemporada el deixà amb molt pocs minuts els següents dos anys. També el deixà fora de la participació en el Mundial de Brasil 1950 on era un dels candidats a ocupar la porteria, privilegi que finalment fou per Antoni Ramallets. Amb l'Atlètic de Madrid va guanyar dues lligues (1949-50, 1950-51) i una Copa Eva Duarte (1951-52), gairebé sense jugar. El 1952 fitxà pel Celta de Vigo i acabà la seva carrera a l'Hèrcules CF, entre 1955 i 1955. L'escriptor Wenceslao Fernández Flórez el qualificà com Portero Ciclópeo.
A Alacant esdevingué entrenador, en la qual fou una llarga carrera, majoritàriament a clubs dels Països Catalans, com ara Alacant CF, UE Figueres, Hèrcules CF, RCD Mallorca, CE Castelló, Gimnàstic de Tarragona, Terrassa FC, Llevant UE, FC Andorra, CE Sabadell FC o CD Eldenc. Fou un especialista en ascensos amb equips com la UD Las Palmas a primera divisió, CD Eldenc, CE Castelló, Nàstic de Tarragona o Terrassa FC a Segona, i CP Almería i FC Andorra a Segona B.
Era germà del també futbolista Amaro Dauder i Guardiola.